# Мамадиський район
Мамадиський район (рос. Мамадышский район, тат. Mamadış rayonı, Мамадыш районы) — муніципальний район у складі Республіки Татарстан Російської Федерації.
Адміністративний центр — місто Мамадиш.

## Адміністративний устрій
До складу району входять одне міське 33 сільські поселення:
| Поселення                             | Центр                                   | Населені пункти                                                                                                |
| ------------------------------------- | --------------------------------------- | --- |
| Албайське сільське поселення          | с. Албай                                | с. Албай, с. Великий Арташ, с. Верхній Арняш, с. Тепле Болото                                                  |
| Верхньоошминське сільське поселення   | с. Верхня Ошма                          | с. Верхня Ошма, с. Алкіно, с. Білий Ключ, сел. Кумазанського Лісництва, с. Старий Завод, с. Хасаншино, с. Ешче |
| Дігітлінське сільське поселення       | с. Дігітлі                              | с. Дігітлі, с. Покровське                                                                                      |
| Дюсьметьєвське сільське поселення     | c. Дюсьметьєво                          | с. Дюсьметьєво, д. Ахманово, с. Крещена Єрикса, с. Старий Кумазан                                              |
| Ішкеєвське сільське поселення         | с. Ішкеєво                              | |
| Катмиське сільське поселення          | с. Катмиш                               | |
| Кемеш-Кульське сільське поселення     | c. Кемеш-Куль                           | с. Кемеш-Куль, с. Алгаєво, д. Великі Уські                                                                     |
| Кляуське сільське поселення           | с. Пойкіно                              | с. Пойкіно, с. Гур'євка, с. Кляуш, с. Тогуз, д. Сарбаш, д. Чупаєво                                             |
| Красногороське сільське поселення     | селище радкгоспа «Мамадиський»          | |
| Крещоно-Пакшинське сільське поселення | селище ферми №2 радкгоспа «Мамадиський» | |
| Куюк-Єриксинське сільське поселення   | с. Куюк-Єрикса                          | |
| Малмизьке сільське поселення          | с. Малмижка                             | с. Яковка |
| Малокірменське сільське поселення     | с. Малі Кірмені                         | |
| Нижньоошминське сільське поселення    | с. Нижня Ошма                           | |
| Нижньосунське сільське поселення      | с. Нижня Сунь                           | |
| Нижньотаканиське сільське поселення   | с. Нижній Таканиш                       | |
| Кулущинське сільське поселення        |                                         | |
| Нижньошандерське сільське поселення   |                                         | |
| Нікіфоровське сільське поселення      |                                         | |
| Олуязьке сільське поселення           | с. Олуяз                                | с. Олуяз, с. Нижня Кузгунча, с. Тулбай, с. Верхня Кузгунча, с. Дусаєво, с. Сарбаш Пустош                       |
| Омарське сільське поселення           |                                         | |
| Отарське сільське поселення           | с. Отарка                               | с. Отарка, селище радгоспа «П'ятилєтка»                                                                        |
| Рагозинське сільське поселення        |                                         | |
| Секінеське сільське поселення         |                                         | |
| Сокольське сільське поселення         |                                         | |
| Середньокірменське сільське поселення |                                         | |
| Сунське сільське поселення            |                                         | |
| Тавельське сільське поселення         |                                         | |
| Уразбахтинське сільське поселення     |                                         | |
| Урманчеєвське сільське поселення      |                                         | |
| Усалінське сільське поселення         |                                         | |
| Шадчинське сільське поселення         |                                         | |
| Шемяковське сільське поселення        |                                         | |
| Якинське сільське поселення           |                                         | |